# راسپوتین (فیلم ۱۹۳۸)
راسپوتین (فرانسوی: Rasputin‎) فیلمی از سینمای فرانسه در ژانر درام تاریخی به کارگردانی مارسل لربیه است که در سال ۱۹۳۸ منتشر شد.

## بازیگران
- هری باور در نقش راسپوتین
- ژرژ مالکین
- گابریل روبین
- روژه بلن
- الکساندر میالسکو
- کولت رژیس